# Fort Duchesne
Pour les articles homonymes, voir Duchesne.
Fort Duchesne (en anglais [duːˈʃeɪn]) est une census-designated place située dans le comté de Uintah, dans l’Utah, aux États-Unis. Le recensement de 2010 a indiqué une population de 714 habitants, à plus de 90 % Amérindiens.

## Géographie
Fort Duchesne est situé à 5 kilomètres de la confluence de la rivière Duchesne et de la rivière Uinta. Le fort  tient son nom de la rivière Duchesne, un affluent de la Green River, un cours d'eau qui fut dénommée ainsi en l'honneur de Philippine Duchesne, missionnaire catholique qui évangélisa les Amérindiens en Louisiane française puis dans l'Ouest américain après la vente de la Louisiane par Napoléon Ier.

## Histoire
Le fort Duchesne fut édifié en 1886 par les forces armées des États-Unis au sein des tribus amérindiennes de la Nation Utes. Le fort fut fermé en 1912. Il est utilisé depuis par la chefferie des Utes.

## Démographie
| Groupe            | Fort Duchesne | Utah | États-Unis |
| ----------------- | ------------- | ---- | ---------- |
| Amérindiens       | 93,4          | 1,2  | 0,9        |
| Blancs            | 3,5           | 86,1 | 72,4       |
| Métis             | 2,2           | 2,7  | 2,9        |
| Autres            | 0,9           | 10,0 | 24,0       |
| Total             | 100           | 100  | 100        |
|                   |               |      |            |
| Latino-Américains | 2,5           | 13,0 | 16,7       |

Selon l'American Community Survey pour la période 2010-2014, 76,85 % de la population âgée de plus de 5 ans déclare parler une langue amérindienne (principalement l'ute et dans une moindre mesure le shoshoni) à la maison, 14,91 % déclare parler l'anglais, 4,20 % une langue chinoise, 3,62 % une langue africaine et 0,43 % l'espagnol.